# Отсиго (Мичиген)
Отсиго (енгл. Otsego) град је у америчкој савезној држави Мичиген. По попису становништва из 2010. у њему је живело 3.956 становника.

## Демографија
Према попису становништва из 2010. у граду је живело 3.956 становника, што је 23 (0,6%) становника више него 2000. године.
| Група             | 2000.         | 2010.         |
| Белци             | 3.782 (96,2%) | 3.693 (93,4%) |
| Афроамериканци    | 12 (0,3%)     | 25 (0,6%)     |
| Азијати           | 15 (0,4%)     | 20 (0,5%)     |
| Хиспаноамериканци | 59 (1,5%)     | 131 (3,3%)    |
| Укупно            | 3.933         | 3.956         |